# Карабахская равнина
Карабахская равнина (азерб. Qarabağ düzü) — равнина в Азербайджане, часть Кура-Араксинской низменности.
На Карабахской равнине расположено большое число курганов.

## География
На северо-западе равнина ограничена Гянджа-Газахской равниной, с запада Муровдагским и Карабахским хребтами, на юге и юго-востоке Мильской равниной. Карабахская равнина отделена от Ширванской рекой Кура. В северо-восточной части равнины расположены увалы Дюздаг и Гёдякбоз.
Высота равнины в предгорных частях достигает 500 м, а на юго-восточной окраине опускается ниже уровня моря. Поверхность равнины слабо волнистая, с террасами. Рельеф предгорной части равнины представлен ущельями и оврагами.

### Климат
На равнине преобладает умеренно-тёплый и сухой субтропический климат. Средняя температура в январе составляет 0—2 °C, а в июле достигает 27 °C. Годовое количество осадков составляет 250—350 мм.

## Полезные ископаемые
На равнине имеется нефтяное месторождение (Тертер).